# Ronchamp
Ronchamp és un municipi francès situat al departament de l'Alt Saona i a la regió de Borgonya - Franc Comtat. L'any 2007 tenia 2.901 habitants.

## Demografia

### Població
El 2007 la població de fet de Ronchamp era de 2.901 persones. Hi havia 1.180 famílies, de les quals 352 eren unipersonals (172 homes vivint sols i 180 dones vivint soles), 367 parelles sense fills, 353 parelles amb fills i 108 famílies monoparentals amb fills.
La població ha evolucionat segons el següent gràfic:
Habitants censats

### Habitatges
El 2007 hi havia 1.351 habitatges, 1.195 eren l'habitatge principal de la família, 42 eren segones residències i 114 estaven desocupats. 1.050 eren cases i 296 eren apartaments. Dels 1.195 habitatges principals, 844 estaven ocupats pels seus propietaris, 331 estaven llogats i ocupats pels llogaters i 20 estaven cedits a títol gratuït; 11 tenien una cambra, 71 en tenien dues, 211 en tenien tres, 342 en tenien quatre i 560 en tenien cinc o més. 912 habitatges disposaven pel capbaix d'una plaça de pàrquing. A 553 habitatges hi havia un automòbil i a 439 n'hi havia dos o més.

### Piràmide de població
La piràmide de població per edats i sexe el 2009 era:
| Homes | Edats   | Dones |
| ----- | ------- | ----- |
| 0     | 95 o +  | 4     |
| 4     | 90 a 94 | 24    |
| 8     | 85 a 89 | 24    |
| 12    | 80 a 84 | 60    |
| 52    | 75 a 79 | 56    |
| 60    | 70 a 74 | 80    |
| 92    | 65 a 69 | 72    |
| 76    | 60 a 64 | 80    |
| 56    | 55 a 59 | 88    |
| 104   | 50 a 54 | 68    |
| 112   | 45 a 49 | 108   |
| 116   | 40 a 44 | 96    |
| 108   | 35 a 39 | 120   |
| 104   | 30 a 34 | 76    |
| 72    | 25 a 29 | 88    |
| 92    | 20 a 24 | 48    |
| 108   | 15 a 19 | 136   |
| 140   | 10 a 14 | 88    |
| 100   | 5 a 9   | 76    |
| 60    | 0 a 4   | 88    |

## Economia
El 2007 la població en edat de treballar era de 1.820 persones, 1.228 eren actives i 592 eren inactives. De les 1.228 persones actives 1.052 estaven ocupades (623 homes i 429 dones) i 176 estaven aturades (74 homes i 102 dones). De les 592 persones inactives 206 estaven jubilades, 124 estaven estudiant i 262 estaven classificades com a «altres inactius».

### Ingressos
El 2009 a Ronchamp hi havia 1.226 unitats fiscals que integraven 2.939,5 persones, la mediana anual d'ingressos fiscals per persona era de 14.943 €.

### Activitats econòmiques
Dels 138 establiments que hi havia el 2007, 1 era d'una empresa extractiva, 3 d'empreses alimentàries, 9 d'empreses de fabricació d'altres productes industrials, 13 d'empreses de construcció, 43 d'empreses de comerç i reparació d'automòbils, 6 d'empreses de transport, 12 d'empreses d'hostatgeria i restauració, 9 d'empreses financeres, 11 d'empreses immobiliàries, 13 d'empreses de serveis, 12 d'entitats de l'administració pública i 6 d'empreses classificades com a «altres activitats de serveis».
Dels 36 establiments de servei als particulars que hi havia el 2009, 1 era una oficina de correu, 5 oficines bancàries, 1 funerària, 4 tallers de reparació d'automòbils i de material agrícola, 1 taller d'inspecció tècnica de vehicles, 1 paleta, 4 guixaires pintors, 3 fusteries, 1 lampisteria, 2 electricistes, 3 perruqueries, 7 restaurants i 3 agències immobiliàries.
Dels 15 establiments comercials que hi havia el 2009, 2 eren supermercats, 3 fleques, 1 una fleca, 1 una botiga de roba, 2 botigues d'electrodomèstics, 1 una botiga d'electrodomèstics, 1 una botiga de mobles i 4 floristeries.
L'any 2000 a Ronchamp hi havia 9 explotacions agrícoles.

## Equipaments sanitaris i escolars
El 2009 hi havia 1 centre de salut, 2 farmàcies i 1 ambulància.
El 2009 hi havia 2 escoles maternals i 2 escoles elementals.

## Poblacions més properes
El següent diagrama mostra les poblacions més properes.